# Người Mỹ gốc Việt ở Boston

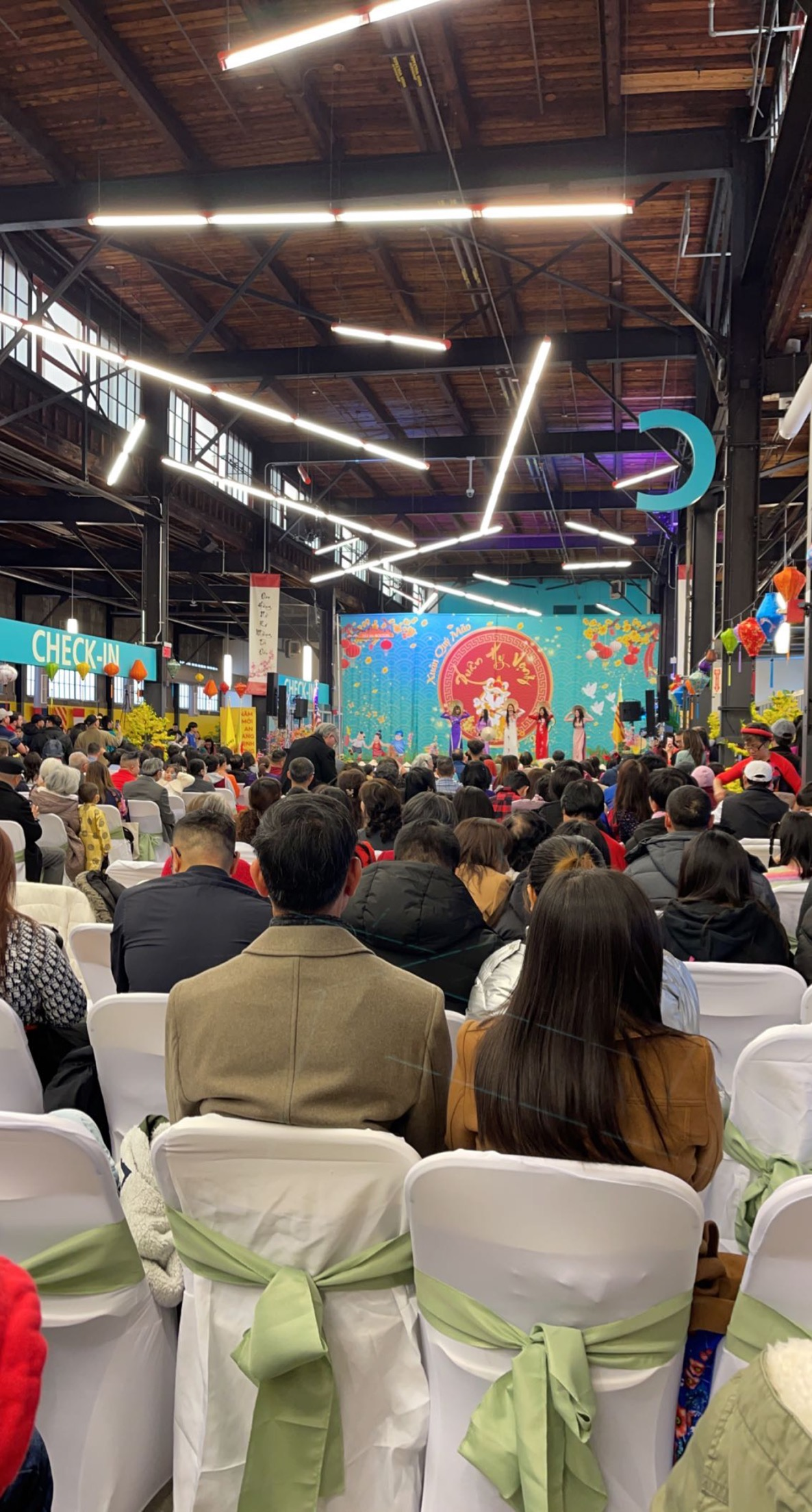
Buổi biểu diễn trực tiếp Tết ở Boston nhằm chào đón năm Mão. Sự kiện này diễn ra vào Chủ Nhật, ngày 15 tháng 1 năm 2023 tại Flynn Cruiseport.

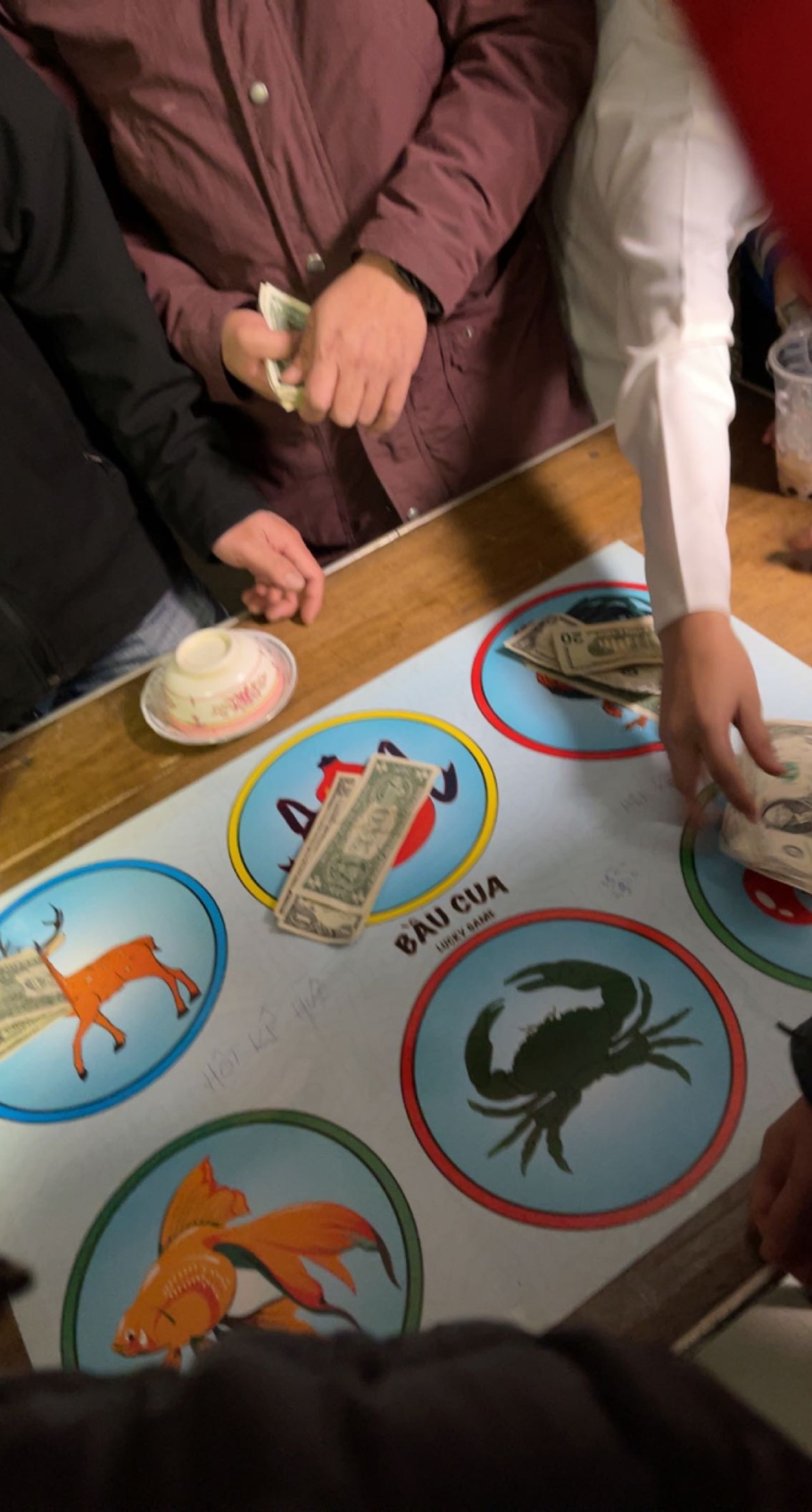
Đây là một trò chơi cờ bạc của Việt Nam có tên là Bầu Cua. Trò chơi này thường được chơi vào dịp năm mới.

Có một cộng đồng người Mỹ gốc Việt ở Boston. Tính đến năm 2012, Boston có nhóm người gốc Việt đông nhất trong bang. Các nhóm người Việt khác ở Braintree, Chelsea, Everett, Lynn, Malden, Medford, Quincy, Randolph, Revere và Weymouth. Người Việt cũng sống ở các thành phố xa hơn trong khu vực thống kê tổng hợp Boston và khu vực xung quanh Boston: Attleboro, Brockton, Fall River, Haverhill, Methuen, Lowell và Worcester.

## Lịch sử
Sau khi chiến tranh Việt Nam kết thúc vào năm 1975, những người tị nạn từ Việt Nam đã định cư ở nhiều tiểu bang, một trong số đó bao gồm Boston. Nhiều người tị nạn ban đầu đã chạy trốn bằng thuyền vì sợ bị đàn áp chính trị. Những người này được gọi là thuyền nhân Việt Nam.
Đến năm 1992, một số băng nhóm người Việt đã hoạt động ở khu vực Boston.

## Nhân khẩu
Năm 2000 có 1.112 người gốc Việt ở Lynn, tăng hơn 91% so với số liệu năm 1990. Cùng năm đó có 876 người gốc Việt ở Malden, tăng 187% so với số liệu năm 1990.
Từ những năm 2015 đến 2020, dân số Việt Nam sống ở Massachusetts đã tăng 6,81%.
Theo dữ liệu từ Cơ quan điều tra dân số Hoa Kỳ, Dorchester có dân số người Việt lớn nhất ở Massachusetts. Có 53.700 người Việt sống ở Boston vào năm 2018.

## Địa lý
Khu vực Fields Corner thuộc Dorchester là nơi tập trung đông đảo người Việt. Tháng 5 năm 2021, một phần của Fields Corner được chỉ định là Khu văn hóa Boston Little Saigon.
Boston Little Saigon là một khu văn hóa nằm ở Dorchester, nỗ lực thúc đẩy sự công nhận đối với văn hóa và cộng đồng Việt Nam giữa các gia đình địa phương ở Boston thông qua các sự kiện, nghệ thuật và nhân văn. Boston Little Saigon cung cấp một chương trình cộng đồng nhằm hỗ trợ doanh nghiệp nhỏ và tổ chức phi lợi nhuận trong các lĩnh vực cải tiến và dịch vụ tiếp thị.
Fields Corner nằm ở Dorchester là nơi sinh sống của 75% người Mỹ gốc Việt ở Boston. Xung quanh khu vực này có thể tìm thấy nhiều cơ sở kinh doanh thuộc sở hữu của người Việt như tiệm bánh, nhà hàng, cửa hàng boba, cửa hàng trang sức và nhiều cơ sở khác. Ngoài ra còn có Trung tâm Phật giáo và chùa Lục Hòa.

## Tổ chức các loại
VietAID do một nhóm người tị nạn và người nhập cư Việt Nam thành lập lần đầu tiên vào năm 1994, tổ chức này cung cấp nhiều dịch vụ đa dạng cho người Việt sống ở khu vực Boston. Một số dịch vụ bao gồm trại hè, chương trình mầm non và sau giờ học, v.v... VietAID nằm ở trung tâm Dorchester. Thông thường, trung tâm cộng đồng này là trung tâm đầu tiên ở Mỹ cung cấp các dịch vụ và cơ hội song ngữ nhằm làm phong phú thêm đời sống của người Việt thông qua văn hóa và các sự kiện truyền thống.
VACA (Hiệp hội Công dân Mỹ gốc Việt) được An Ngo thành lập vào năm 1984 với sứ mệnh “Thúc đẩy sự tự cung tự cấp và hạnh phúc của gia đình, đồng thời tạo điều kiện trao quyền cho cộng đồng cho người dân gốc Việt ở Boston”, tổ chức này có trụ sở tại Dorchester, nổi tiếng với các dịch vụ tiếp cận cộng đồng rộng rãi được cung cấp cho Cộng đồng người Việt ở Boston. Nhiều dịch vụ miễn phí mà tổ chức cung cấp bao gồm dịch thuật, các khóa học tiếng Anh (ESOL), ứng dụng chăm sóc sức khỏe, giấy tờ pháp lý và nhiều dịch vụ khác. VACA được chỉ định đặt viện trợ giữa các cá nhân bình thường và các nguồn lực lên hàng đầu.
Tổ chức Mạng lưới dành cho người Mỹ gốc Việt (NOVA) của Boston là một tổ chức phi lợi nhuận có mục tiêu kết nối và thu hút người Việt tham gia vào cộng đồng của họ. Họ tổ chức nhiều sự kiện như Tết Trung Thu, lễ hội Thuyền Rồng; bên cạnh việc cung cấp dịch vụ dạy tiếng Việt, đồng thời tạo nền tảng để người nhập cư và những người khác cảm thấy thoải mái tiếp nhận văn hóa Việt Nam.

## Nhà thờ và đền chùa
Giáo xứ St. Ambrose là một nhà thờ Công giáo nằm ở Dorchester. Họ cung cấp nhiều dịch vụ tôn giáo cho người Mỹ gốc Việt như đám cưới và lễ rửa tội. Mục sư người Mỹ gốc Việt đầu tiên trong lịch sử Boston là người đứng đầu hội thánh này.
Chùa Việt Nam là một ngôi chùa Phật giáo Việt Nam tọa lạc tại Roslindale được thành lập vào năm 1986. Ngôi chùa này trở thành nơi thờ cúng cố định đầu tiên của Phật tử Việt Nam quanh vùng. Chùa cung cấp nhiều dịch vụ như dạy tiếng Việt, kỹ thuật dùng thuốc, truyền thống và nhiều dịch vụ khác.

## Sự kiện văn hóa
Tết ở Boston là một sự kiện toàn diện nhằm chào mừng Tết Nguyên Đán, "bảo tồn và phát huy văn hóa Việt Nam và người Mỹ gốc Việt, tạo cơ hội cho các công ty và tổ chức quảng bá sản phẩm và dịch vụ, gây quỹ hỗ trợ các chương trình giáo dục và văn hóa, và tạo cơ hội cho thanh niên tham gia." Nhiều hoạt động bao gồm biểu diễn trực tiếp, múa lân, trình diễn thời trang, gian hàng tranh ảnh, trò chơi nhỏ và nhiều hoạt động khác. Sự kiện này diễn ra một tuần trước hoặc sau Tết Nguyên Đán.
Tết Trung Thu & Chợ Đêm là Lễ hội Trung thu do Nova Boston tổ chức chuyên cung cấp nguồn lực cho người Mỹ gốc Việt và cộng đồng này. Sự kiện này diễn ra vào khoảng tháng 9 và được tổ chức dưới tên gọi Công viên Town Field ở Dorchester. Mọi người đều được chào đón đến xem các buổi biểu diễn trực tiếp, chơi nhiều trò chơi nhỏ và thưởng thức nhiều món ăn đa dạng do các doanh nghiệp địa phương tổ chức.

## Nghề nghiệp
Tính đến năm 2017, 26% nam giới Việt Nam làm việc trong ngành Sản xuất & Vận tải & Di chuyển.
Tính đến năm 2017, 33% phụ nữ Việt Nam làm việc trong ngành Hỗ trợ chăm sóc sức khỏe & Chăm sóc cá nhân.
Tính đến năm 2017, nhiều doanh nghiệp Việt Nam tự kinh doanh nằm trong các lĩnh vực kinh doanh Tiệm làm móng, Cửa hàng làm đẹp và Xây dựng.
Nhiều người Mỹ gốc Việt đã phát triển tinh thần khởi nghiệp ở Boston.